# Ernest Spiteri-Gonzi
Ernest Spiteri-Gonzi (Aldershot, Anglia, 1955. október 21. –) válogatott máltai labdarúgó, csatár. Az év máltai labdarúgója (1982).

## Pályafutása

### Klubcsapatban
1974 és 1983 között a Hibernians labdarúgója volt, ahol három máltai bajnoki címet és két kupagyőzelmet ért el a csapattal. 1982-ben az év máltai labdarúgójának választották.

### A válogatottban
1978 és 1983 között 20 alkalommal szerepelt a máltai válogatottban és három gólt szerzett.

## Sikerei, díjai
- Az év máltai labdarúgója (1982)

 Hibernians
- Máltai bajnokság
  - bajnok (3): 1978–79, 1980–81, 1981–82
- Máltai kupa
  - győztes (2): 1980, 1982